# Brachymenium elgonense
Brachymenium elgonense är en bladmossart som beskrevs av Hugh Neville Dixon 1938. Brachymenium elgonense ingår i släktet Brachymenium och familjen Bryaceae. Inga underarter finns listade i Catalogue of Life.